# Pucará de Lasana
El pucará de Lasana és una fortalesa ameríndia situada al poble de Lasana, província d'El Loa (Xile).
Fou construït al s. XII; està situat a 10 km al nord de San Francisco de Chiu Chiu, i fou declarat Monument nacional en categoria de Monument històric al 1982.

## Cultura
Aquest poble atacameny o likan antai a la zona de la preserralada del desert d'Atacama es remunta al s. VI de. Els vestigis de les primeres comunitats que habitaren la zona de San Pedro d'Atacama permeten afirmar que es tractava d'una cultura agroterrissera, dedicada al cultiu de dacsa, creïlla i quinoa, a més de la ramaderia de llames i vicunyes. Destacaren per l'elaboració de fina artesania en ceràmica i tèxtil, a més del treball en coure.
Els atacamenys es distribuïren en diferents comunitats que tingueren un desenvolupament històric i cultural independent; compartiren, però, elements culturals, principalment l'ús de l'idioma, el kunza. Al s. XV foren conquistats pels inques, i incorporaren nous elements a la seua cultura tradicional.
Els pucará o púkara eren construccions característiques dels atacamenys, que complien la funció de protecció dels llogarets a l'estil d'un fort o fortalesa. S'edificaven amb pedres i es componien de muralles amb subdivisions internes per a habitatge, emmagatzament i altres funcions.

## Expressió arquitectònica
L'investigador Roberto Montandón Paillard fou un precursor en la posada en valor de la ciutadella fortificada. En les seues Anotacions sobre el pukará de Lasana, explicava les característiques de la seua arquitectura:
"a. Ús de la pedra solta a penes treballada. b. Ús de barreja de fang per unir les pedres. c. Absència de monumentalitat i de motius escultòrics."
Eugenio Pereira Sales considerà el pucará de Lasana el monument més antic del país: les seues arrels estaven en la prehistòria aborigen.
Segons Montandón, el pucará es caracteritza per la seua expressió orgànica, amb una profunda harmonia amb la natura, per la seua escassetat de simbolisme i monumentalitat. Per a l'investigador "aquestes ruïnes revelen un concepte acabat de poble, amb la seua organització i les seues exigències funcionals i defensives:
"Podríem parlar de Lasana, de racionalisme constructiu pel funcional aprofitament de l'espai i la subordinació de l'estructura total a un fi determinat que podríem anomenar l'habitatge defensiu; un conjunt atapeït de cases que es recolzen unes contra altres, emmotlant els plans de construcció als desnivells del terreny; és el poble terrassa, on els terrats, les talaies i els esglaons es despengen en cascades de pedres. Estrets passatges de circulació interna, restes d'una muralla en el perímetre exterior del pukara i el seu accés abans per una sola entrada estreta, contribueixen a donar més relleu a aquesta funció defensiva de realització perfecta.(...)"
Finalment Montandón conclou: "arquitectura primitiva, en què el racionalisme preval sobre l'exaltació decorativa. És la seua construcció esglaonada la que comunica a Lasana aquest sorprenent ritme aconseguit amb els seus angles rectes i desnivells."

## Galeria d'imatges

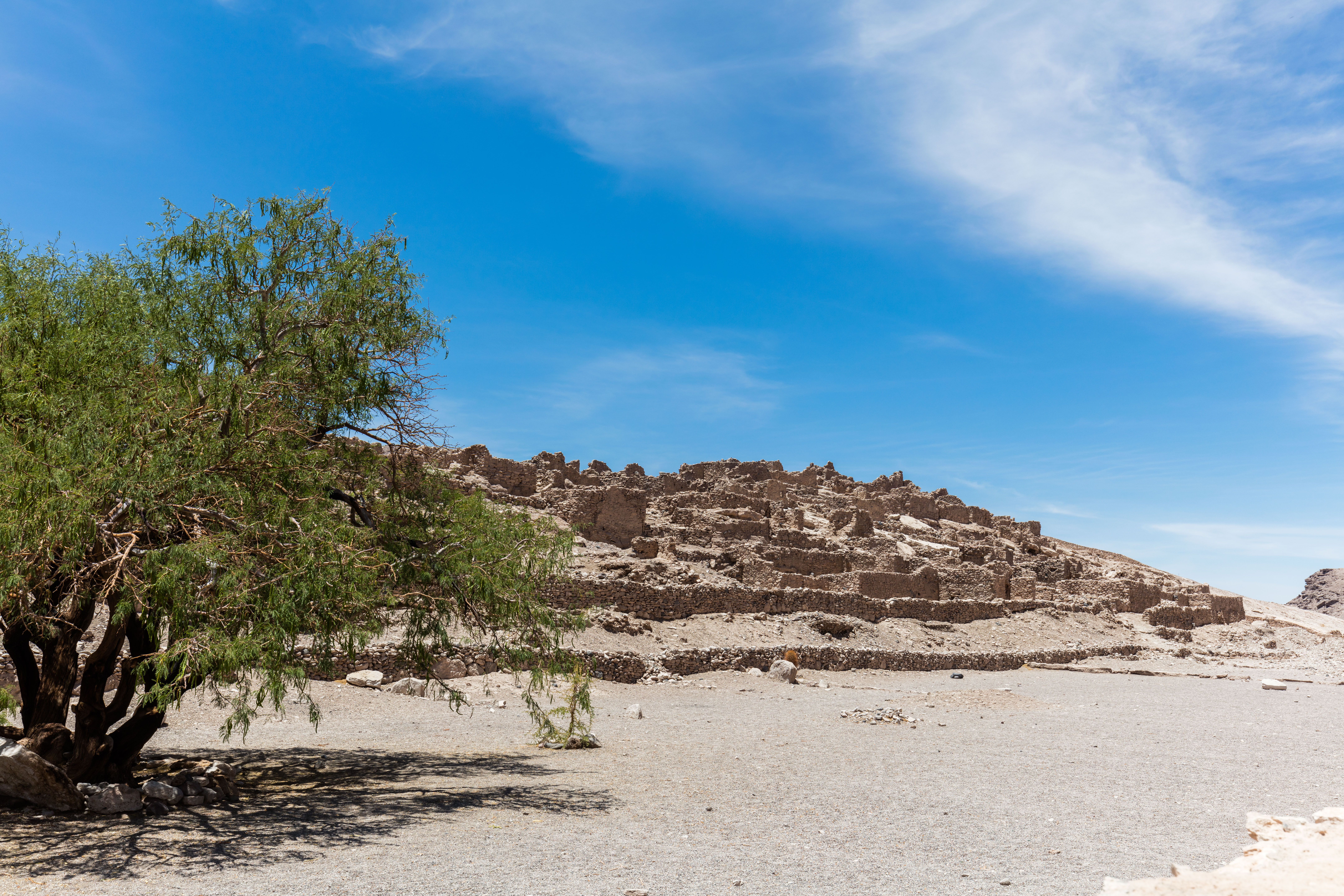
Vista general
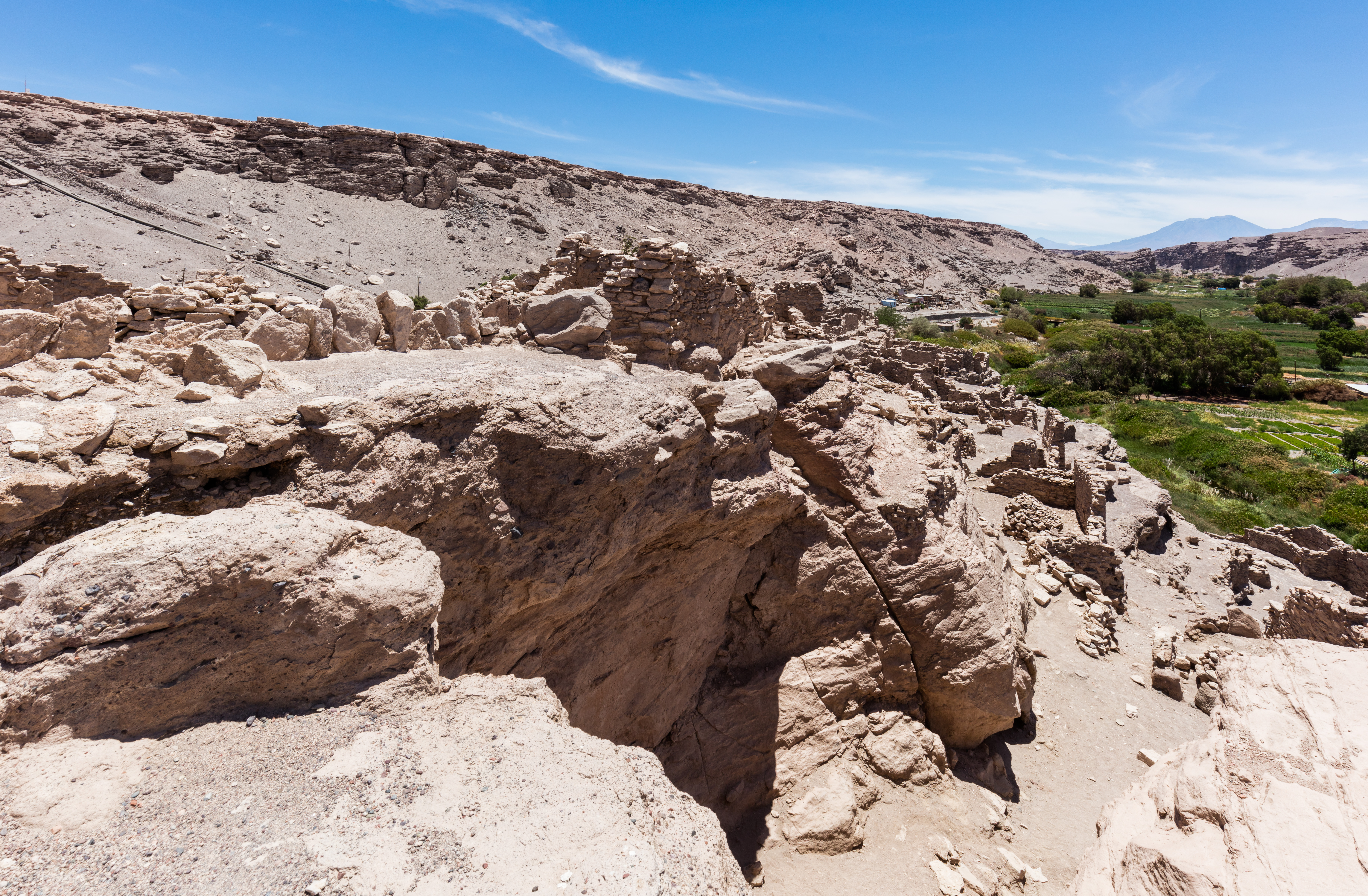
Pucará de Lasana
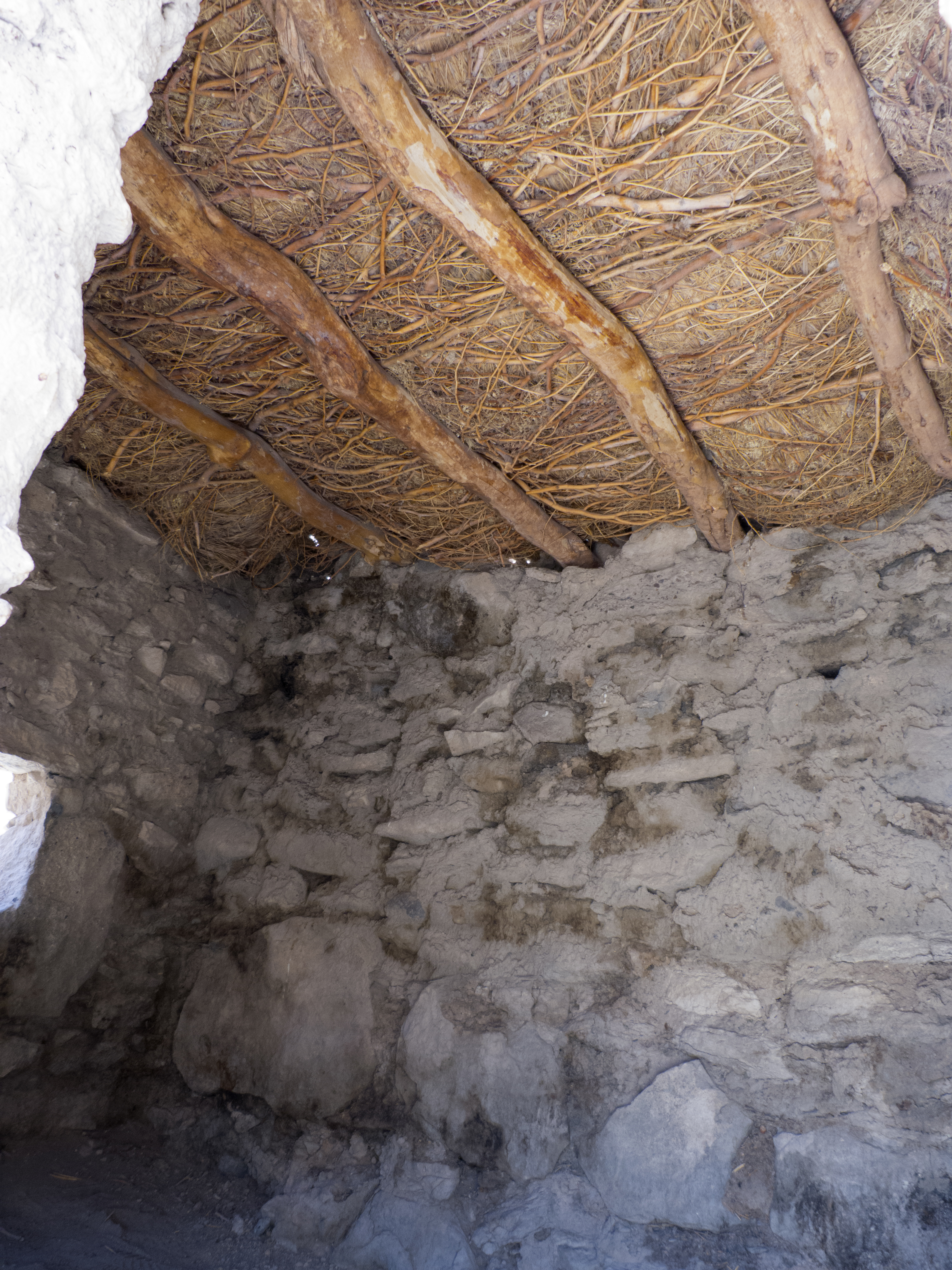
Un habitatge de la fortalesa